# 용인시 수지구의 국회의원

## 행정구역 변천
- 2005년 10월 31일 경기도 용인시 수지구 설치

## 용인시 수지구의 역대 국회의원
| 대수   | 이름           | 소속정당     | 임기                             | 선거구역                                                                                                 |
| ------ | -------------- | ------------ | -------------------------------- | --- |
| 제18대 | 한선교(韓善敎) | 무소속       | 2008년 5월 30일 ~2012년 5월 29일 | 용인시 수지구: 용인시 수지구 일원                                                                        |
| 제19대 | 김민기(金敏基) | 민주통합당   | 2012년 5월 30일 ~2016년 5월 29일 | 용인시 을: 기흥구 신갈동, 영덕동, 구갈동, 상갈동, 기흥동, 서농동, 구성동, 상하동, 보정동, 수지구 상현2동 |
| 제19대 | 한선교(韓善敎) | 새누리당     | 2012년 5월 30일 ~2016년 5월 29일 | 용인시 병: 수지구 풍덕천1동, 풍덕천2동, 신봉동, 죽전1동, 죽전2동, 동천동, 상현1동, 성복동                |
| 제20대 | 한선교(韓善敎) | 새누리당     | 2016년 5월 30일 ~2020년 5월 29일 | 용인시 병: 수지구 풍덕천1동, 풍덕천2동, 신봉동, 동천동, 상현1동, 상현2동, 성복동                         |
| 제20대 | 표창원(表蒼園) | 더불어민주당 | 2016년 5월 30일 ~2020년 5월 29일 | 용인시 정: 기흥구 구성동, 마북동, 동백동, 보정동, 수지구 죽전1동, 죽전2동                                |
| 제21대 | 정춘숙(鄭春淑) | 더불어민주당 | 2020년 5월 30일 ~2024년 5월 29일 | 용인시 병: 수지구 풍덕천1동 풍덕천2동 신봉동 죽전2동 동천동 상현1동 성복동                               |
| 제21대 | 이탄희(李誕熙) | 더불어민주당 | 2020년 5월 30일 ~2024년 5월 29일 | 용인시 정: 기흥구 구성동 마북동 동백1동 동백2동 보정동 수지구 죽전1동 상현2동                            |
| 제22대 | 부승찬(夫勝粲) | 더불어민주당 | 2024년 5월 30일 ~                | 용인시 병: 수지구 풍덕천1동 풍덕천2동 신봉동 동천동 상현1동 상현3동 성복동                               |
| 제22대 | 이언주(李彦周) | 더불어민주당 | 2024년 5월 30일 ~                | 용인시 정: 기흥구 구성동 마북동 동백1동 동백3동 보정동 수지구 죽전1동 죽전2동 죽전3동 상현2동            |

## 같이 보기
- 용인시 병
- 용인시 정
- 용인시 을 (2000년 선거구)
- 용인시 수지구 (선거구)
- 용인시의 국회의원
- 용인시 처인구의 국회의원
- 용인시 기흥구의 국회의원